# Walther TP
Die Walther TP (Taschenpistole) ist eine Selbstladepistole des Waffenherstellers Carl Walther GmbH. Die Waffe wurde in den Kalibern .22 lfB (5,6 mm) und 6,35 mm Browning (.25 ACP) gefertigt. Die Walther TP kam 1961 auf den Markt und wurde bis 1971 gefertigt. 

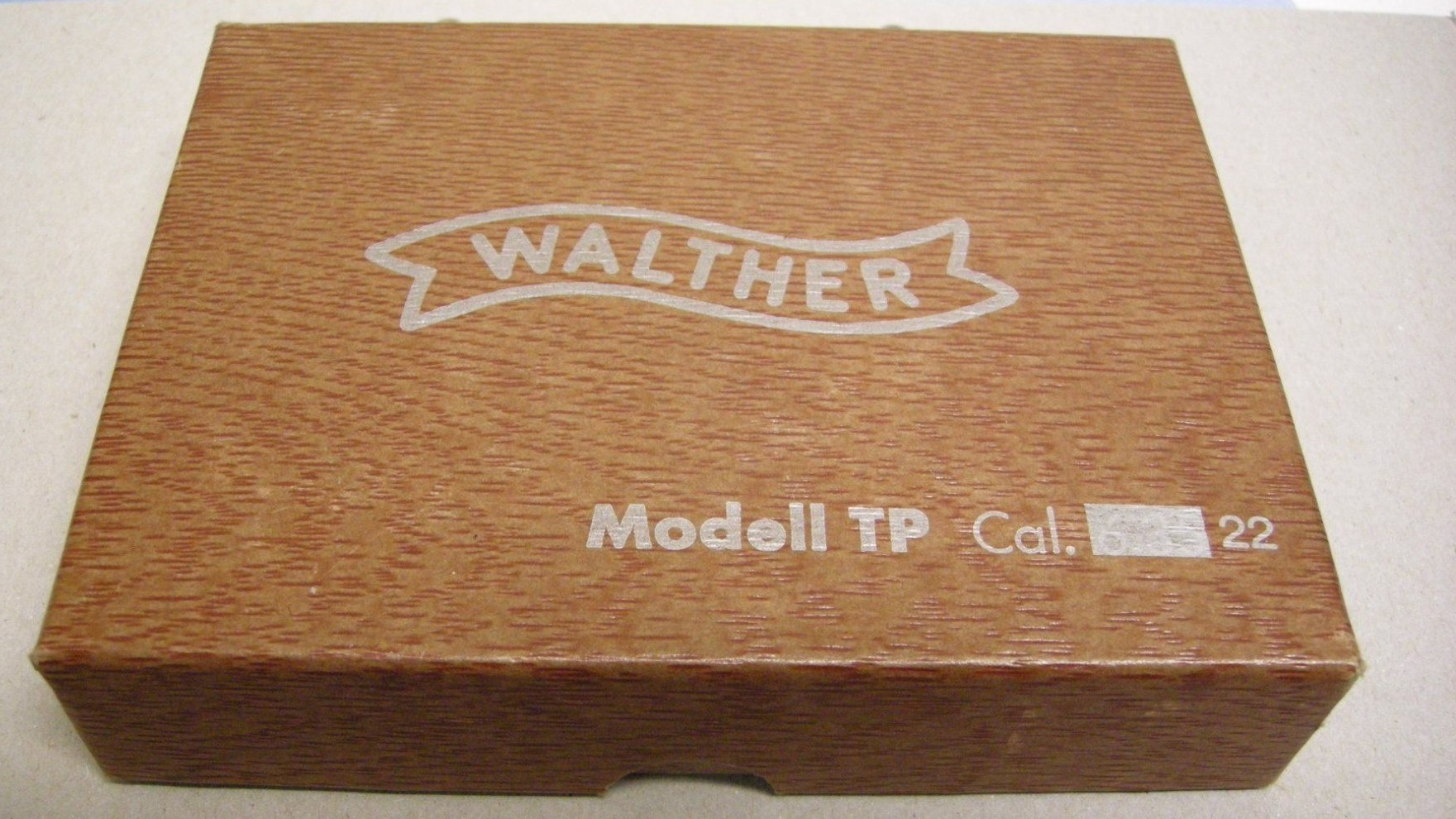
Original Walther TP Schachtel mit Kaliberangabe .22

Die Walther TP ist als Westentaschenpistole konzipiert, sie verfügt über keinen innen liegenden Hahn, Schlagbolzen und Schlagstück sind ein Teil. Daher sollte diese Waffe nie gespannt abgelegt werden. Über die Zeit könnte der Rastzapfen abreißen. Die Sicherung wirkt direkt auf den Abzug. 
Sie folgt technisch weitgehend dem Vorbild der Taschenpistole Modell 9, ist aber deutlich größer und hat eine veränderte Kontur. Die augenscheinlichste Änderung ist die Verlegung des Sicherungshebels von der linken Griffstückseite auf die linke Verschlussseite. 
Insgesamt wurden etwa 11.500 Pistolen in 6,35 mm Browning (höchste bekannte Seriennummer 011465) sowie 3.417 Pistolen in .22 lfb produziert. Die Seriennummern sind sechsstellig, wobei die 6,35er Modelle bei 0000xx (Startnummer unbekannt) und die .22er bei Nummer 200011 beginnen (höchste bekannte Seriennummer 203427). Die Modelle weisen geringfügige, doch für den Sammler höchst interessante Unterschiede auf.
Frühe Modelle in 6,35 mm Browning tragen auf der linken Schlittenseite neben dem Walther Banner den Schriftzug:
Modell TP Cal. 6,35mm
Auf der rechten Seite lautet die Beschriftung:
Carl Walther Waffenfabrik Ulm/Do.
Der rote Punkt der Sicherung hat einen Durchmesser von 4,5 mm. Das Korn ist 1,4 mm breit. Die höchste bekannte Seriennummer mit der frühen Beschriftung lautet 001944. Etwa zwischen Seriennummer 001600 und 002000 wurde der Schriftzug verändert (niedrigste bekannte Nummer 001635). Der Wechsel erfolgte demnach nicht trennscharf, sodass in diesem Nummernbereich Modelle mit alter und solche mit neuer veränderter Beschriftung vorkommen. TPs mit neuer Beschriftung zeigen auf der linken Schlittenseite neben dem Walther Banner:
TP Cal. 6,35 Ulm/Do.
Die rechte Seite bleibt frei. Der rote Punkt der Sicherung hat nun einen Durchmesser von nur noch 3,5 mm und das 2,3 mm breite Korn sitzt nun auf einem gefrästen Block. Bei den Modellen in Kaliber .22 lfb existiert hingegen nur eine Variante mit folgender Beschriftung analog den späten 6,35er Modellen:
TP Cal.-22 L.R. Ulm/Do.
Das Korn ist 1,4 mm breit, wie bei den frühen 6,35er Pistolen. Der rote Punkt der Sicherung ist hingegen die schmale Ausführung der späten 6,35er Variante. Die früheste .22er Waffe mit dieser Beschriftung hat die Seriennummer 200098 und wurde 1967 beschossen. Es ist deswegen davon auszugehen, dass keine andersartige Beschriftungsvariante existiert.